# 올림픽 휴전
올림픽 휴전(프랑스어: Trêve olympique, 영어: Olympic Truce)이란 올림픽·패럴림픽 기간 중 휴전을 부르는 세계 각국의 국제적 활동을 말한다. 1994년 릴레함메르 동계 올림픽 이후는 유엔 결의로 구체화되게 되었다.

## 개요
고대 그리스에서는 고대 올림픽 개최 중이나 그 전후에 에케케이리아(그리스어: ἐκεχειρία)라고 불리는 휴전 기간이 있었다. 이에 따라 1992년 국제올림픽위원회(IOC)가 올림픽 휴전을 제창하여 1994년 릴레함메르 동계 올림픽부터 도입되었으며, 대회마다 올림픽 휴전에 관한 유엔 총회 결의(정식 명칭 '스포츠와 올림픽의 이상을 통한 평화롭고 더 나은 세계 구축')를 채택하여 실시되고 있다.
관례상, 각 대회의 전년 가을에 유엔 총회에서 개최국이 원제안국이 되어 제안을 실시한다. 휴전 결의는 모든 대회의 공통된 부분과 각 대회의 독자적인 부분으로 구성된다.
휴전 기간은 올림픽 개막 7일 전부터 패럴림픽 폐막 7일 후까지로 정해져 있다,

## 위반 사례
- 2002년: 2002년 동계 올림픽 개최국인 미국은 아프가니스탄과의 적대 행위 중단을 요구하지 않는 휴전 결의안을 유엔에 제출해 휴전 협정에서 제외되었다.
- 2008년: 러시아-조지아 전쟁.
- 2014: 러시아의 크림반도 합병.

이에 미국과 영국은 외교적으로 2014년 동계 패럴림픽을 보이콧했고, 기수를 제외한 우크라이나 대표단 전체가 개막식을 보이콧하였다.
- 2022년: 2022년 동계올림픽 폐막과 2022년 동계 패럴림픽 개막 사이인 2월 24일에 시작된 러시아의 우크라이나 침공.

이에 따라 러시아와 벨라루스(러시아에 군사적 지원을 제공함.)는 2022년 동계 패럴림픽에 참가가 금지되었으며, 이들 국가의 선수들은 2024년 하계 올림픽에서 자국의 국기를 달고 경쟁할 수 없게 되었다.
- 2024: 이스라엘의 가자지구 침공.